# Saison 11 de Doctor Who
Cet article concerne la seconde série. Pour la première, voir Saison 11 de Doctor Who, première série.
Chronologie
Saison 10 Saison 12
Cet article présente les épisodes de la onzième saison de la seconde série télévisée britannique Doctor Who.
Cette saison est la première du Treizième Docteur, interprétée par l'actrice britannique Jodie Whittaker, mais aussi la première ayant Chris Chibnall (Broadchurch et Torchwood) comme producteur-exécutif, qui prend ainsi la relève de Steven Moffat, qui occupait ce poste depuis 2010. Les épisodes de cette saison durent 50 minutes au lieu de 45 jusqu'alors, à l'exception du premier, qui dure 65 minutes.

## Synopsis
Le Docteur, tout fraichement régénéré en femme, retombe sur Terre après avoir chuté de son TARDIS. Arrivant dans la région de Greenfield, elle fait la connaissance de Yasmin Khan, une policière novice, Graham O'Brien, un conducteur de bus, et Ryan Sinclair, le petit-fils d'adoption de Graham, qui deviendront ses nouveaux compagnons. Ils vivront moult aventures en différents lieux et époques.

## Distribution

### Personnages principaux
- Jodie Whittaker (VFB : Marcha Van Boven) : Treizième Docteur
- Bradley Walsh (VFB : Luc Vandermaelen) : Graham O'Brien
- Mandip Gill (VFB : Melissa Windal) : Yasmin Khan
- Tosin Cole (VFB : Maxym Anciaux) : Ryan Sinclair

### Personnages récurrents
- Sharon D. Clarke (VFB : Monique Schusselberg) : Grace O′Brien (Épisodes 1, 4 et 9)
- Samuel Oatley (VFB : Nicolas Ossowski) : Tzim-Sha (Épisodes 1 et 10)
- Bhavnisha Parmar (VFB : Maia Aboueleze) : Sonya Khan (Épisodes 4 et 6)
- Shobna Gulati (VFB : Laetitia Reva) : Najia Khan (Épisodes 4 et 6)
- Ravin J Ganatra (VFB : Stéphane Oertli) : Hakim Khan (Épisodes 4 et 6)
- Jonny Dixon (VFB : Gauthier de Fauconval) : Karl Wright (Épisode 1)
- Chris Noth (VFB : Robert Guilamrd) : Jack Robertson (Épisode 4)
- Alan Cumming : le roi Jacques Ier (Épisode 8)

## Production
Le producteur-exécutif de Doctor Who change : en effet, Steven Moffat laisse la place à Chris Chibnall (connu notamment pour son travail sur Broadchurch). Mais ce n'est pas le seul changement : Peter Capaldi, le Douzième Docteur, décide de quitter la série en laissant la place au Treizième Docteur, qui n'est autre que Jodie Whittaker (faisant de l'actrice la première femme à occuper le rôle). La transition se fait dans l'épisode de Noël 2017, Il était deux fois.
La BBC a annoncé en octobre 2017 que cette saison serait composée de dix épisodes : un épisode de 60 minutes, suivi de 9 épisodes de 50 minutes. Le même jour, il est donné le nom des trois compagnons : Yasmin (Mandip Gill), Ryan (Tosin Cole) et Graham (Bradley Walsh),,. Le 20 février 2018, la BBC révèle le nouveau logo qui sera utilisé pour la saison 11. Le but était de produire un logo au design « moderne et élégant ».
Le 25 juin 2018, une scène du premier épisode de la saison 11 fuite sur Twitter, ainsi que deux captures d'écran sur lesquelles on voit le Treizième Docteur et ce qui semble être son nouveau tournevis sonique. Le jour suivant, la BBC annonce officiellement que Murray Gold, compositeur pour la série depuis son retour en 2005, ne reviendra pas pour la nouvelle saison, mais que Segun Akinola, une étoile montante dans le monde de la composition britannique, prendra son poste. Il a la mission de créer le nouveau thème du générique de la nouvelle saison. À travers cette saison, Chris Chibnall, le nouveau producteur-exécutif, projette d'ouvrir la série à un plus large public. Lors d'un panel à la Comic-Con 2018 de San Diego, il affirme à Digital Spy que ceux qui n'ont encore jamais vu la série « en tomberont amoureux », en ajoutant tout de même que les fans aguerris ne seront pas laissés de côté, et qu'ils « retrouveront tout ce qu'ils aiment à propos de la série dans les 10 épisodes ». Au même panel, Tosin Cole, qui joue Ryan, l'un des compagnons du Treizième Docteur, veut rassurer les fans de la série en assurant que les changements opérés par Chris Chibnall sont « mineurs », et que la série « reprend là où elle s'était arrêtée ». En septembre 2018, Chris Chibnall confie au quotidien The Times que River Song, Missy, Mme Vastra, Strax et Jenny Flint, les Daleks, les Cybermen et les Anges Pleureurs n'apparaîtront pas dans la nouvelle saison.
Le tournage de cette saison a commencé en novembre 2017. Lors d'une interview accordée au moment des BAFTA TV Awards le 13 mai 2018, Jodie Whittaker dit avoir fini de filmer la première moitié de la saison 11. Le 3 août 2018, la BBC annonce officiellement que le tournage de la saison 11 est terminé.
Pour la première fois dans l'histoire de la série, cette saison sera filmée avec des objectifs anamorphiques Cooke et Angénieux.

### Réalisation
| Block | Épisode(s)                                    | Réalisateur.trice | Scénariste(s)                      | Producteur.trice |
| ----- | --------------------------------------------- | ----------------- | ---------------------------------- | ---------------- |
| 1     | La Femme qui venait d'ailleurs (Épisode 1)    | Jamie Childs      | Chris Chibnall                     | Nikki Wilson     |
| 1     | De l'autre côté (Épisode 9)                   | Jamie Childs      | Ed Hime                            | Nikki Wilson     |
| 2     | Le Monument fantôme (Épisode 2)               | Mark Tonderai     | Chris Chibnall                     | Nikki Wilson     |
| 2     | Rosa (Épisode 3)                              | Mark Tonderai     | Malorie Blackman et Chris Chibnall | Nikki Wilson     |
| 3     | Arachnides au Royaume-Uni (Épisode 4)         | Sallie Aprahamian | Chris Chibnall                     | Alex Mercer      |
| 3     | Les Chasseurs de sorcières (Épisode 8)        | Sallie Aprahamian | Joy Wilkinson                      | Alex Mercer      |
| 4     | Le Casse-tête de Tsuranga (Épisode 5)         | Jennifer Perrott  | Chris Chibnall                     | Nikki Wilson     |
| 4     | Kerblam ! (Épisode 7)                         | Jennifer Perrott  | Pete McTighe                       | Nikki Wilson     |
| 5     | Les Démons du Pendjab (Épisode 6)             | Jamie Childs      | Vinay Patel                        | Alex Mercer      |
| 5     | La Bataille de Ranskoor Av Kolos (Épisode 10) | Jamie Childs      | Chris Chibnall                     | Alex Mercer      |
| X     | Résolution (Spécial Nouvel An 2019)           | Wayne Yip         | Chris Chibnall                     | Nikki Wilson     |

## Diffusion

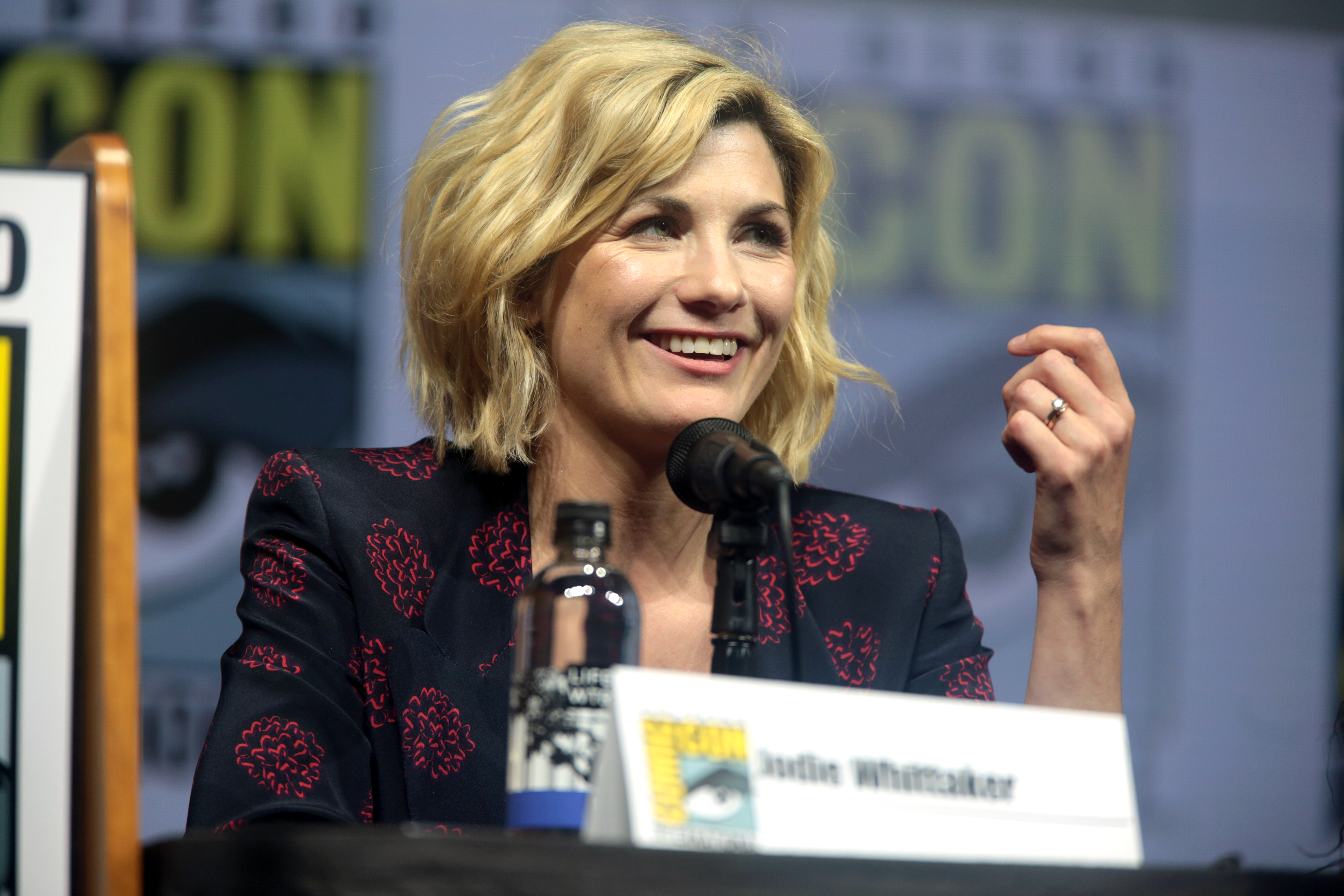
Jodie Whittaker, l'interprète de la nouvelle incarnation du Docteur.

La saison 11 est diffusée à partir du 7 octobre 2018 et se termine par l'épisode du nouvel an. Elle est composée de dix épisodes (au lieu de douze à partir de 2014, et treize entre 2005 et 2013) d'une durée allongée (50 minutes). Le premier épisode dure exceptionnellement 65 minutes, soit un peu plus d'une heure.
Le 21 juin 2018, il est possible de pré-commander le DVD officiel de la saison 11 de Doctor Who : certains spectateurs s'insurgent alors du fait que le DVD soit disponible en pré-commande, mais qu'aucune information concrète sur les épisodes n'ait été révélée. Une bande-annonce présentant les nouveaux compagnons du Docteur est diffusée par la BBC pendant la mi-temps de la finale de la Coupe du Monde de Football 2018 le dimanche 15 juillet 2018. Le 20 septembre 2018, soit un peu moins de deux semaines avant la diffusion du premier épisode de la saison, la BBC diffuse une nouvelle bande-annonce sur YouTube, présentant un aperçu de la saison 11. La chanson Glorious (2017) de Macklemore est utilisée dans cette bande-annonce.

### Résumé des épisodes
| N° Hist. | N° Ep. | Titre                            | Réalisé par       | Écrit par                         | Diffusion originale | Diffusion française (Sur NRJ12) | Audience |
| Saison | Saison | Saison                           | Saison            | Saison                            | Saison              | Saison                          | Saison   |
| --- | ------ | -------------------------------- | ----------------- | --------------------------------- | ------------------- | ------------------------------- | -------- |
| 277 | 1      | La Femme qui venait d'ailleurs   | Jamie Childs      | Chris Chibnall                    | 7 octobre 2018      | 13 janvier 2019                 | 10.96    |
| Ryan Sinclair, un emballeur d'entrepôt atteint de dyspraxie, appelle la police et reçoit l'aide de l'agent Yasmin Khan, une vieille amie, après l'apparition d'une capsule bleue. La grand-mère de Ryan, Grace O'Brien, son mari Graham O'Brien et Karl, un grutier, se retrouvent piégés à bord de leur train avec un orbe flottant de tentacules et d'électricité. Ryan et Yasmin se dirigent vers le train et arrivent juste au moment où le Docteur tombe du plafond. L'orbe part après avoir implanté à tout le monde des bombes destructrices d'ADN. Le Docteur et d'autres traquent le module jusqu'à un entrepôt, où ils rencontrent un extraterrestre humanoïde. Le Docteur construit un nouveau tournevis sonique à partir de pièces de rechange. Le groupe intercepte l'orbe, une masse de bobines de collecte de données biologiques. Le deuxième extraterrestre apparaît soudainement, se révélant être Tzim-Sha, surnommé « Tim Shaw », un guerrier de la race Stenza. Le groupe retrouve Karl qui est capturé par Tim Shaw que le Docteur confronte. Tim-Shaw fait exploser les bombes, mais le Docteur les transfère dans le corps de Tim Shaw. Grace détruit les bobines et meurt. Le Docteur dit plus tard au groupe qu'elle doit trouver le TARDIS. Elle part, mais les téléporte accidentellement tous les quatre dans l'espace lointain.                                                                                  |        |                                  |                   |                                   |                     |                                 |          |
| 278 | 2      | Le Monument fantôme              | Mark Tonderai     | Chris Chibnall                    | 14 octobre 2018     | 13 janvier 2019                 | 9.00     |
| Le Docteur et d'autres sont sauvés par Angstrom et Epzo, pilotes participant à une course intergalactique. Atteignant la planète hostile de Désolation, le groupe et les pilotes rencontrent l'organisateur de la course Ilin. Ils apprennent que l'événement final de la course consiste à atteindre le monument fantôme pour être extrait avant que la planète n'effectue une seule rotation. Le Docteur apprend qu'il s'agit du TARDIS, coincé en pleine phase. Rejoignant les pilotes, le Docteur promet de ramener ses nouveaux amis à la maison. Le groupe et les pilotes localisent et réparent un bateau à énergie solaire, l'utilisant pour atteindre les ruines d'une ancienne civilisation, désormais habitée par des robots tireurs d'élite. Le Docteur utilise les restes d'un robot pour désactiver tous les autres avec une impulsion électromagnétique, localisant une série de tunnels à utiliser comme raccourci. Piégé par un groupe de Remnants, des créatures ressemblant à du tissu, le Docteur les détruit avec le cigare auto-allumé d'Epzo. Arrivés à l'emplacement du monument, les pilotes revendiquent la victoire commune. Ilin accepte à contrecœur mais refuse de téléporter le Docteur et ses amis hors de la planète. Le Docteur entend alors le TARDIS émerger, utilisant son tournevis sonique pour le matérialiser pleinement, et le Docteur propose à ses amis de rentrer chez eux comme elle l'a promis. |        |                                  |                   |                                   |                     |                                 |          |
| 279 | 3      | Rosa                             | Mark Tonderai     | Malorie Blackman & Chris Chibnall | 21 octobre 2018     | 20 janvier 2019                 | 8.41     |
| Lorsque le Docteur tente de retourner à Sheffield, le TARDIS l'emmène à Montgomery, en Alabama, en 1955. Le Docteur trouve des traces d'énergie de voyage dans le temps dans la région. En enquêtant, le groupe apprend qu'ils sont arrivés la veille du refus de Rosa Parks de céder sa place comme le demandait le chauffeur de bus James F. Blake, influencer le mouvement des droits civiques. En retraçant l'énergie, le groupe localise une valise d'équipement du futur mais est contraint de fuir son propriétaire, un meurtrier réhabilité nommé Krasko, qui tente de changer l'histoire en s'assurant que Parks n'ait jamais à refuser sa place. Détruisant le manipulateur de vortex qu'il a utilisé, le Docteur et ses amis s'efforcent de le contrecarrer en s'assurant que Parks refuse son siège à Blake. Alors que Ryan supprime les fausses notifications aux arrêts de bus, il rencontre Krasko bloquant la ligne de bus. Ryan utilise le dispositif de déplacement de Krasko pour l'envoyer dans le passé. En supprimant le blocage, lui et les autres rejoignent le Docteur dans le bus en tant que passagers. Le moment venu, le Docteur se rend compte qu'ils sont obligés de rester à bord du bus. La police arrête Parks pour violation des lois sur la ségrégation, et l'histoire est restée intacte. |        |                                  |                   |                                   |                     |                                 |          |
| 280 | 4      | Arachnides au Royaume-Uni        | Sallie Aprahamian | Chris Chibnall                    | 28 octobre 2018     | 20 janvier 2019                 | 8.22     |
| De retour à Sheffield, le Docteur rencontre la famille de Yasmin, tandis que Graham rentre chez lui pour pleurer Grace. Après que Yasmin soit partie chercher sa mère, Najia Khan, le Docteur et Ryan rencontrent l'arachnologue Jade McIntyre. Le groupe découvre qu'une grosse araignée a tué le collègue de McIntyre. Après que Graham les ait rejoints, le groupe apprend que McIntyre a étudié le comportement bizarre dans les écosystèmes d'araignées. Le Docteur en déduit que les araignées sont liées à un complexe hôtelier de luxe, dans lequel Najia a travaillé jusqu'à son licenciement par son propriétaire Robertson. En arrivant à l'hôtel et rejoint par Robertson, le groupe apprend que les araignées ont infesté le complexe. Les araignées provenaient de tunnels miniers abandonnés situés sous le complexe, qui servait de dépotoir pour les déchets industriels. McIntyre, dont les expériences impliquaient des araignées génétiquement modifiées, se rend compte que les araignées géantes sont la progéniture d'un spécimen qui avait été abandonné là-bas, la toxicité de la décharge les faisant muter. Le groupe attire la progéniture dans une salle de panique, avant de rencontrer le spécimen lui-même dans la salle de bal. Avant que le Docteur puisse s'en occuper, Robertson le tue avec une arme à feu. Ryan, Yasmin et Graham décident de découvrir davantage l'univers avec le Docteur.             |        |                                  |                   |                                   |                     |                                 |          |
| 281 | 5      | Le Casse-tête de Tsuranga        | Jennifer Perrott  | Chris Chibnall                    | 4 novembre 2018     | 20 janvier 2019                 | 7.76     |
| Alors qu'ils fouillent sur une planète de casse extraterrestre, le Docteur, Graham, Yasmin et Ryan sont pris dans la détonation d'une mine sonique. Ils se réveillent à bord du Tsuranga, un vaisseau spatial se dirigeant vers une station spatiale médicale. Le Docteur rencontre les patients, Eve Cicéron, une générale renommée, son frère Durkas, Ronan, le partenaire du robot synthétiseur d'Eve, et Yoss, un homme enceint. Le médecin et l'infirmière en chef Astos accèdent aux systèmes du navire et remarquent une entité extraterrestre se dirigeant vers le navire. Astos se retrouve piégé dans une nacelle et meurt lorsque la nacelle est larguée et explose. Mabli, le collègue d'Astos, dit au Docteur que l'entité est un Pting, une créature qui mange toute matière non organique. Pendant que Yasmin et Ronan défendent la source d'énergie antimatière du navire, Ryan et Graham aident Yoss alors qu'il entre en travail. Eve, qui souffre d'une grave maladie cardiaque, se sacrifie pour piloter le vaisseau à travers un dangereux champ d'astéroïdes. Le Docteur trouve une bombe attachée à la source d'alimentation du vaisseau, la retire et incite le Pting à la manger, s'assurant que l'énergie de l'explosion nourrit la créature avant de la larguer dans l'espace. Le Tsuranga arrive sain et sauf à la station spatiale et le groupe honore la mort d'Eve.                                             |        |                                  |                   |                                   |                     |                                 |          |
| 282 | 6      | Les Démons du Pendjab            | Jamie Childs      | Vinay Patel                       | 11 novembre 2018    | 27 janvier 2019                 | 7.48     |
| Après avoir discuté avec sa grand-mère Umbreen, Yaz est curieuse de connaître son grand-père musulman décédé. Le groupe arrive au Pendjab en août 1947 et Yaz est choqué d'apprendre qu'Umbreen va épouser un hindou, Prem. Le Docteur apprend que le groupe est arrivé le 14 août, la veille de la partition de l'Inde. Le Docteur voit des éclairs de deux extraterrestres, et elle les trouve avec le cadavre d'un sadhu, Bhakti. Rejoint par Prem, qui a vu les « démons » lors de la bataille de Singapour, le Docteur suppose qu'ils ont tué Bhakti et les reconnaît comme étant des Thijarian, une race d'assassins. Une fois le Docteur téléporté sur leur vaisseau pendant que les autres se préparent pour le mariage, elle apprend que les Thijariens sont les derniers de leur espèce, agissant comme témoins de ceux qui meurent seuls, et ils montrent au Docteur que Bhakti a été assassiné par le frère de Prem, Manish, un nationaliste hindou qui s'oppose au mariage. Après le mariage, le Docteur aborde Manish pour le crime et il appelle des collègues armés. Le Docteur et ses amis aident Umbreen à s'échapper, tandis que Prem reste sur place pour raisonner Manish. L'un des nationalistes assassine Prem, alors que les voyageurs reviennent au présent. |        |                                  |                   |                                   |                     |                                 |          |
| 283 | 7      | Kerblam !                        | Jennifer Perrott  | Pete McTighe                      | 18 novembre 2018    | 27 janvier 2019                 | 7.46     |
| Le groupe se rend à Kerblam, un service d'achat en ligne à l'échelle de la galaxie composé d'entrepôts automatisés et d'une main-d'œuvre robotisée. En tant que nouveaux employés, le groupe tente de découvrir qui leur a envoyé un appel à l'aide. Ils apprennent de leurs nouveaux collègues, Dan à la livraison, Kira à la répartition et Charlie à la maintenance, que le personnel a disparu. Lorsque Dan disparaît, le Docteur soupçonne que quelque chose ne va pas avec l'intelligence artificielle de l'entreprise. Lorsque Kira est enlevée, le Docteur la suit et elle trouve les restes de la main-d'œuvre disparue et une armée de robots. Avec un premier modèle du robot, elle apprend que l’IA a directement appelé à son aide. Yasmine, Ryan, et Charlie voit Kira mourir en jouant avec du papier bulle, et le Docteur découvre que quelqu'un a utilisé le matériau comme une arme. Charlie, le coupable, a utilisé le personnel comme sujets de test, dans l'intention d'utiliser le papier bulle sur les clients de l'entreprise, sachant que le blâme serait imputé à l'automatisation et au manque de diligence humaine. Sa motivation est d’empêcher l’automatisation de rendre la main-d’œuvre humaine redondante. Le Docteur reprogramme les robots pour qu'ils se livrent à eux-mêmes et le sol est détruit. Maddox et Slade entreprennent de reconstruire Kerblam ! avec une main-d’œuvre majoritairement humaine. |        |                                  |                   |                                   |                     |                                 |          |
| 284 | 8      | Les Chasseurs de sorcières       | Sallie Aprahamian | Joy Wilkinson                     | 25 novembre 2018    | 27 janvier 2019                 | 7.21     |
| Le groupe arrive dans le Lancashire en 1612, débarquant près de Pendle Hill. Ils observent Becka Savage exécuter sa grand-mère comme une sorcière. Pour éviter de nouveaux procès, le Docteur informe Savage qu'elle est la grande inquisitrice, seulement pour être accueilli par le Roi Jacques Ier, qui est paranoïaque et obsédé par les sorcières. Yasmin rencontre Willa, la cousine de Savage, et la protège lorsqu'une racine les attaque. Le Docteur découvre qu'une entité extraterrestre possède des victimes du procès. Savage révèle qu'elle a été infectée par l'entité alors qu'elle abattait un arbre sur la colline. Les victimes du procès arrivent et la possèdent. Savage, désormais complètement repris, identifie l'entité comme étant le Morax et elle-même comme la reine. Le Docteur découvre que Savage a endommagé une prison de haute technologie sur la Colline, dans laquelle les Morax avaient été emprisonnés. Apprenant qu'ils ont l'intention de faire en sorte que leur roi possède James, le Docteur utilise l'arbre que Savage a pris pour les combattre. Le groupe sauve James et rétablit la prison, emprisonnant les Morax. James déclare que tous les enregistrements de l'événement seront effacés, et lui et Willa regardent le groupe partir dans le TARDIS. |        |                                  |                   |                                   |                     |                                 |          |
| 285 | 9      | De l'autre côté                  | Jamie Childs      | Ed Hime                           | 2 décembre 2018     | 3 février 2019                  | 6.42     |
| Le groupe arrive en Norvège. En rencontrant l'adolescente aveugle Hanne, ils apprennent qu'elle et son père Erik ont déménagé à la suite du décès de sa mère Trine et que son père a disparu. Ils découvrent un miroir sans reflets ; le miroir est un portail. Elle, Graham et Yasmin entrent, tandis que Ryan reste derrière. Hanne l'assomme et les suit, forçant Ryan à suivre. Le groupe se retrouve dans l'Anti-Zone, un espace tampon entre les univers pour éviter des dommages catastrophiques, dont ils s'échappent rapidement en entrant dans un autre portail. Ils se retrouvent dans une cabane dans un univers parallèle et rencontrent Erik en train de parler avec Trine, et Graham rencontre Grace. Le Docteur en déduit qu'ils ont rencontré le Solitract, un univers sensible incompatible avec le réel. Quand Hanne arrive et reconnaît que Trine n'est pas réel, le Docteur convainc le Solitract de les libérer. Le Docteur offre au Solitract son expérience de voyage à travers l'univers, le laissant dans un espace blanc avec une grenouille qui parle, une forme du Solitract. Elle explique qu'elle ne peut pas rester et retourne à travers l'Anti-Zone avant que le portail ne s'effondre. Erik retourne à Oslo avec Hanne, tandis que Ryan se lie d'amitié avec Graham. |        |                                  |                   |                                   |                     |                                 |          |
| 286 | 10     | La Bataille de Ranskoor Av Kolos | Jamie Childs      | Chris Chibnall                    | 9 décembre 2018     | 3 février 2019                  | 6.65     |
| Le TARDIS atterrit sur Ranskoor Av Kolos, une planète dotée d'un champ psychique qui modifie la perception de la réalité ; le Docteur fournit à ses compagnons des neuro-équilibreurs neutralisants. Ils croisent un pilote amnésique, Paltraki. Paltraki reçoit un signal vidéo d'une femme, Andinio, et de Tim-Shaw, qui avertit Paltraki de lui apporter un objet, un rocher flottant dans une coque protectrice, en échange de son équipage. Graham et Ryan recherchent l'équipage, tandis que le Docteur, Yasmin et Paltraki recherchent Tim-Shaw. Ils rencontrent Andinio, qui les emmène à Tim-Shaw et Delph, Andinio et Delph sont les Ux, une race télékinésique. Tim-Shaw a été piégé sur Ranskoor et les Ux le considèrent comme leur « créateur », il leur a fait réduire des planètes en de minuscules objets : l'objet du vaisseau de Paltraki. Yasmin et Paltraki découvrent quatre planètes similaires, tandis que Tim-Shaw entame la même chose sur Terre. Le Docteur convainc les Ux d'arrêter le processus et de l'aider à restituer les planètes. Graham et Ryan trouvent l'équipage dans des chambres de stase, Ryan conduit l'équipage en sécurité, et ils rangent Tim-Shaw dans une chambre de stase. Le Docteur, les Ux et l'équipage de Paltraki travaillent ensemble pour restituer les planètes, et le Docteur et ses compagnons partent.                                                                           |        |                                  |                   |                                   |                     |                                 |          |
| Spécial |        |                                  |                   |                                   |                     |                                 |          |
| 287 | —      | Résolution                       | Wayne Yip         | Chris Chibnall                    | 1er janvier 2019    | 3 février 2019                  | 7.13     |
| Le jour du Nouvel An 2019 à Sheffield, les archéologues Lin et Mitch font revivre involontairement une intelligence mortelle qui était séparée et endormie sur Terre depuis le IXe siècle. Le Docteur est alerté de sa présence et pose le TARDIS sur la fouille de Lin et Mitch. Le Docteur prélève un échantillon de la bave de la créature, tandis que le calmar, comme une créature s'attache au dos de Lin. Chez Graham et Ryan, le père de ce dernier, Aaron, revient. Ryan accepte de lui parler, tandis que le Docteur découvre que la créature à laquelle elle fait face est un Dalek. Contrôlant Lin, le Dalek vole un pistolet à rayons appartenant à sa race dans une base d'archives et construit un boîtier de fortune Dalek à partir de ferraille. Le Docteur et ses amis trouvent Lin, libérée du contrôle du Dalek, et le Docteur affronte la créature reconstruite. Le Dalek s'envole et tente d'invoquer une flotte de combat, mais le Docteur la suit et la vainc avec l'aide du four à micro-ondes d'Aaron. La créature mutante exposée possède Aaron dans le but de forcer le Docteur à l'emmener à Skaro, mais elle le libère dans une supernova à la place. Par la suite, Aaron et Ryan se réconcilient. |        |                                  |                   |                                   |                     |                                 |          |

### Liste des épisodes

#### Épisode 1:La Femme qui venait d'ailleurs
- Royaume-Uni : 7 octobre 2018 sur BBC One
- France : 11 octobre 2018 sur France 4 (VOST)
  - 13 janvier 2019 sur France 4[23] (en VF)

#### Épisode 2:Le Monument fantôme
- Royaume-Uni : 14 octobre 2018 sur BBC One
- France : 18 octobre 2018 sur France 4 (VOST)
  - 13 janvier 2019 sur France 4[23] (en VF)

#### Épisode 3:Rosa
- Royaume-Uni : 21 octobre 2018 sur BBC One
- France : 25 octobre 2018 sur France 4 (VOST)
  - 20 janvier 2019 sur France 4[23] (en VF)

- Vinette Robinson : Rosa Parks
- Trevor White : James Blake

#### Épisode 4:Arachnides au Royaume-Uni
- Royaume-Uni : 28 octobre 2018 sur BBC One
- France : 1er novembre 2018 sur France 4 (VOST)
  - 20 janvier 2019 sur France 4[23] (en VF)

#### Épisode 5:Le Casse-tête de Tsuranga
- Royaume-Uni : 4 novembre 2018 sur BBC One
- France : 8 novembre 2018 sur France 4 (VOST)
  - 20 janvier 2019 sur France 4[23] (en VF)

#### Épisode 6:Les Démons du Pendjab
- Royaume-Uni : 11 novembre 2018 sur BBC One
- France : 15 novembre 2018 sur France 4 (VOST)
  - 27 janvier 2019 sur France 4[23] (en VF)

#### Épisode 7:Kerblam!
- Royaume-Uni : 18 novembre 2018 sur BBC One
- France : 22 novembre 2018 sur France 4 (VOST)
  - 27 janvier 2019 sur France 4[23] (en VF)

#### Épisode 8:Les Chasseurs de sorcières
- Royaume-Uni : 25 novembre 2018 sur BBC One
- France : 29 novembre 2018 sur France 4(VOST)
  - 27 janvier 2019 sur France 4[23] (en VF)

- Alan Cumming (Jacques Ier d'Angleterre)

#### Épisode 9:De l'autre côté
- Royaume-Uni : 2 décembre 2018 sur BBC One
- France : 6 décembre 2018 sur France 4
  - 3 février 2019 sur France 4[23] (en VF)

#### Épisode 10:La Bataille de Ranskoor Av Kolos
- Royaume-Uni : 9 décembre 2018 sur BBC One
- France : 13 décembre 2018 sur France 4 (en VO) 
  - 3 février 2019 sur France 4[23] (en VF)

### Épisode spécial:Résolution
- Royaume-Uni : 1er janvier 2019 sur BBC One
- France : 3 février 2019 sur France 4[23] (en VOST et VF)

## Réception
La saison reçoit 90 % d'avis favorables sur l'agrégateur Rotten Tomatoes, note basée sur 74 critiques de presse ; elle a une note de 78/100 sur le site Metacritic, basée sur dix critiques de presse. Les notes spectateurs, en revanche, sont parmi les plus mauvaises de la série avec 20% d'opinions favorables sur Rotten Tomatoes et 2,4/10 sur Metacritic.
En s'appuyant sur les épisodes Rosa et Arachnides au Royaume-Uni, le journal Metro note le manque de développement des antagonistes, utilisés comme prétexte pour servir un sujet social de fond.
Le site Screenrant met l'accent sur l'absence d'arc narratif principal, procédé scénaristique à la base même des saisons précédentes.